# За права человека
«За права́ челове́ка» — российское правозащитное общественное политическое движение. Исполнительным директором и руководителем движения является правозащитник Лев Александрович Пономарёв.
Согласно собственным отчетам за 2016 и 2017 годы, «За права человека» имело ежегодный доход в несколько миллионов рублей, из которых более 75 % тратит на свой аппарат управления (в основном на зарплаты и связанные с ними начисления). На целевые мероприятия движение в 2016 году потратило 7 %, а в 2017 году — 11 % своих доходов.

## История
Движение «За права человека» было создано 20 ноября 1997 года. В 2012 году в состав движения входили 120 правозащитных организаций из большинства регионов России.
Весной 2012 года по инициативе организации «За права человека» в Интернете был запущен новый общественный телеканал — Объединённое гражданское телевидение ОГТ.tv. Создатели канала намерены сделать его площадкой для распространения информации о гражданской активности в России. Канал освещает как массовые акции протеста, так и частные примеры позитивной низовой активности граждан. В штате сотрудников телеканала — четыре человека.
В ночь на 22 июня 2013 года ОМОН силой разогнал московский офис движения «За права человека». В результате пострадал глава центра Лев Пономарёв, а также его сторонники. Пономарев объявил, что офис подвергается рейдерскому захвату. На место приехали уполномоченный по правам человека в Российской Федерации Владимир Лукин и московский омбудсмен Александр Музыкантский, а также адвокаты, но полицейские долго не пропускали их внутрь. Затем Лукина пропустили, он некоторое время пробыл в офисе, а выйдя, назвал происшедшее «самоуправством московских властей», а также сказал, что этот конфликт следует разрешать в суде.
Движение занимало помещения в Малом Кисловском переулке с момента своего создания в 1997 году. Московские власти заявили, что выселили правозащитников законно, не продлив с ними договор об аренде помещения в принадлежащем городу здании. С свою очередь Пономарёв утверждал, что аренда была оплачена до конца июня и что уведомления о расторжении договора он не получал.
В 2014 году организация была внесена Министерством юстиции России в регистр «иностранных агентов».
Правозащитник Лев Пономарев объявил о ликвидации, общественной организации «За права человека» из-за ужесточения законодательства об иностранных агентах. Общественная организация «За права человека» существовала без юридического лица с ноября 2019 года.

## Задачи
- Сбор и распространение правозащитной информации, издательская деятельность;
- мониторинг судебных процессов;
- бесплатные юридические консультации для населения;
- общественная защита и представительство в судах;
- участие в выборах и референдумах, публичные акции;
- лоббирование общественных интересов в структурах власти;
- формирование института Уполномоченного по правам человека;
- социальная и гуманитарная помощь, миротворческая деятельность;
- защита прав предпринимателей и водителей.

По состоянию на 2012 год движение защищало права неправомерно задержанных, осуждённых и отбывающих наказание.

## Финансирование
В ноябре 2007 года было объявлено о выделении движению средств из государственного бюджета России в виде гранта в рамках конкурса, проводившегося Общественной палатой Российской Федерации. В 2012 году, в совместном обращении с главой Московской Хельсинкской группы Людмилой Алексеевой к президенту США Бараку Обаме, Пономарёв признал, что движение «За права человека» почти полностью финансировалось американскими фондами, в частности, «Национальным фондом демократии» (англ. National Endowment for Democracy — NED).
С 2010 года «За права человека» существовало только на средства государственного Фонда президентских грантов (в частности, на 2018 год Фонд предоставил 15 млн руб.), но на 2019 год движению в гранте было отказано.
Согласно отчету на сайте «За права человека», подписанному Львом Пономаревым, доходы движения по годам составили:
- 2016 год — 7813 тыс. руб.;
- 2017 год — 5542 тыс. руб.

Около 75 % доходов в 2016—2017 годах движение израсходовало на заработные платы (и связанные с ними отчисления) сотрудников своего аппарата управления: 5852 тыс. в 2016 году и 4206 тыс. в 2017 году. На целевые мероприятия движения (в отчетах не сообщается какие именно) в 2016 году потрачено 468 тыс. руб., в 2017 году тоже 468 тыс. руб., то есть 8 % и 11 % соответственно
С «За права человека» связаны две организации (ими, как и «За права человека» руководит Лев Пономарев): «Горячая линия» и «Фонд в защиту прав заключенных». «Горячая линия» в 2018 году получила иностранное финансирование — 500 тысяч рублей от Посольства Франции в России и 50 тысяч долларов от ООН. В феврале 2019 года Лев Пономарев пояснил, что у них в организации зарплаты «наверное в два раза меньше чем в среднем по Москве».
Движение «За права человека» принципиально отказывается признавать себя «иностранным агентом», несмотря на иностранные источники финансирования. В связи с этим на организацию был наложен штраф, точно так же, как на параллельную организацию «Горячая линия». По состоянию на май 2019 года общая сумма взысканий составляет 1 млн рублей. В связи с этим руководство организаций объявило сбор средств для оплаты этих штрафов.

## Ликвидация юридического лица
В октябре 2019 года Верховный суд Российской Федерации ликвидировал организацию как юридическое лицо.
На съезде участников движения, который состоялся в Москве 30 ноября 2019 года, собравшиеся правозащитники и гражданские активисты учредили в ответ на ликвидацию ООД «За права человека» Национальную общественную организацию «За права человека», без образования юридического лица. Движение, по-прежнему возглавляемое Львом Пономарёвым, продолжило свою работу в такой форме.
Запись о ликвидации юридического лица движения была внесена в ЕГРЮЛ 30 января 2020 года.